# رومئو و ژولیت (فیلم ۱۹۵۵)
«رومئو و ژولیت» (روسی: Ромео и Джульетта) یک فیلم است به کارگردانی لئونید لاوروفسکی و لف آرنشتام که در سال ۱۹۵۵ منتشر شد.